# SHOOT BOXING GROUND ZERO TOKYO 2019
SHOOT BOXING GROUND ZERO TOKYO（シュートボクシンググラウンドゼロトウキョウ）は、シュートボクシングの大会の一つ。2020年12月3日、東京都文京区東京ドームシティホールで開催された。

## 大会概要
3階級を股にかける海人とRISEウェルター級王者ベイノアの対決。結果は海人が苦戦しながらも、判定でベイノアに勝利。
町田光は西岡蓮太に判定勝ちし2連勝を収めた。また、女神が女子ムエタイ戦士ゲーオジャイ•ポームアンペットにTKO勝ち。

## 試合結果
オープニングマッチ　　68.0kg契約　エキスパートクラス特別ルール　3分3R延長無制限R
◯  日本 YUSHI vs.  日本 佐達敦 ×
２R ２分0４秒 終了 KO（レフリーストップ）
第１試合 CEASARS LEAGUE 2019&ランキング戦　SB日本スーパーバンダム級　エキスパートクラス特別ルール　3分3R延長無制限R
◯  日本 竹野元稀 vs.  日本 大桑宏章 ×
２R　２分15秒 終了 KO（左ヒザ蹴り）
第2試合 49.0kg契約 エキスパートクラス特別ルール　3分3R延長無制限R
◯  日本 女神 vs.  タイ ゲーオジャイ・ポームアンペット ×
2R １分57秒　　 TKO（レフェリーストップ）
第3試合 58.0kg契約 エキスパートクラス特別ルール　3分3R延長無制限R
◯  日本 笠原友希 vs.  タイ ルートチャイ・オーセンスック ×
3R 2分23秒　　TKO（レフェリーストップ）
第4試合　５３.０kg契約　 エキスパートクラス特別ルール　3分3R延長無制限R
◯  日本 松谷桐 vs.  日本 伏見和之 ×
3R 1分20秒　　TKO（レフェリーストップ）
第5試合 64.０kg契約　 エキスパートクラス特別ルール　3分3R延長無制限R
◯  日本 村田聖明 vs.  日本 東修平 ×
３R 終了 判定3-0 （30-27,30-27,30-27）
第6試合 SB日本フェザー級（56.5kg） エキスパートクラス特別ルール　3分3R延長無制限R ※ヒジ打ち有り
◯  日本 栗秋祥梧 vs.  日本 植山征紀 ×
２R 16秒 TKO（レフェリーストップ）
第7試合 　61.5kg契約 エキスパートクラス特別ルール　3分3R延長無制限R※ヒジ打ち有り
◯  日本 重森陽太 vs.  日本 笠原弘希 ×
延長　R　2分34秒　TKO(ドクターストップ) ※本戦は29-30、30-30、30-30
第8試合 S　63.0kg契約 エキスパートクラス特別ルール　3分3R延長無制限R
◯  日本 町田 光 vs.  日本 西岡蓮太 ×
3R 終了 判定3－0　（30－28,30－28,30－28,）
第9試合 SHOOT BOXING vs REBELS 対抗戦 副将戦　55.5kg契約 エキスパートクラス特別ルール　3分3R延長無制限R　※ヒジ打ちあり
◯  日本 海人 vs.  アメリカ合衆国 “ブラックパンサー”ベイノア ×
：５R終了　　判定3－0　（50－48、49－48、49－48）
第10試合 LeNe提供試合　61kg契約 MMAルール　5分3R
◯  日本 デストロイヤー吉田 vs.  アメリカ合衆国 リザレクション・レスバ・ラブリーjr ×
：3R終了　判定(3-0)